# Добринька
Добринька (укр. Добринька) — село,
Осадченский сельский совет,
Петропавловский район,
Днепропетровская область,
Украина.
Код КОАТУУ — 1223884007. Население по переписи 2001 года составляло 239 человек.

## Географическое положение
Село Добринька находится на правом берегу реки Самара,
выше по течению на расстоянии в 1 км расположено село Варваровка (Близнюковский район),
ниже по течению на расстоянии в 5 км расположено село Хорошее,
на противоположном берегу — село Александрополь.
По селу протекает пересыхающий ручей с запрудой.